# غابرييل مان
غابرييل مان (بالإنجليزية: Gabriel Mann)‏ ممثل أمريكي ( ولد في 14 مايو،1972 ) كان عارض أزياء سابق، شقيق لالكساندرا مان.

## روابط خارجية
- غابرييل مان على موقع IMDb (الإنجليزية)
- غابرييل مان على موقع روتن توميتوز (الإنجليزية)
- غابرييل مان على موقع قاعدة بيانات الأفلام العربية
- غابرييل مان على موقع ألو سيني (الفرنسية)
- غابرييل مان على موقع أول موفي (الإنجليزية)
- غابرييل مان على موقع قاعدة بيانات الأفلام السويدية (السويدية)
- غابرييل مان على موقع إن إن دي بي (الإنجليزية)
- غابرييل مان على موقع قاعدة بيانات الفيلم (الإنجليزية)
- غابرييل مان على موقع كينوبويسك (الروسية)